# 周渼
周渼（1703年—1751年），字少湘，江蘇省鎮江府溧陽縣（今江蘇省溧陽縣）人，清朝政治人物、進士出身。

## 生平
乾隆十年，登進士，后擔任宗人府教習。乾隆十二年，擔任刑部湖廣司主事，同年擔任浙江鄉試副考官。后升任刑部員外郎，兼任編修。乾隆十五年，擔任貴州學政。